# Däniken
Däniken es una comuna suiza del cantón de Soleura, situada en el distrito de Olten. Limita al norte con las comunas de Niedergösgen y Obergösgen, al este con Gretzenbach, al sur con Walterswil, y al oeste Dulliken.

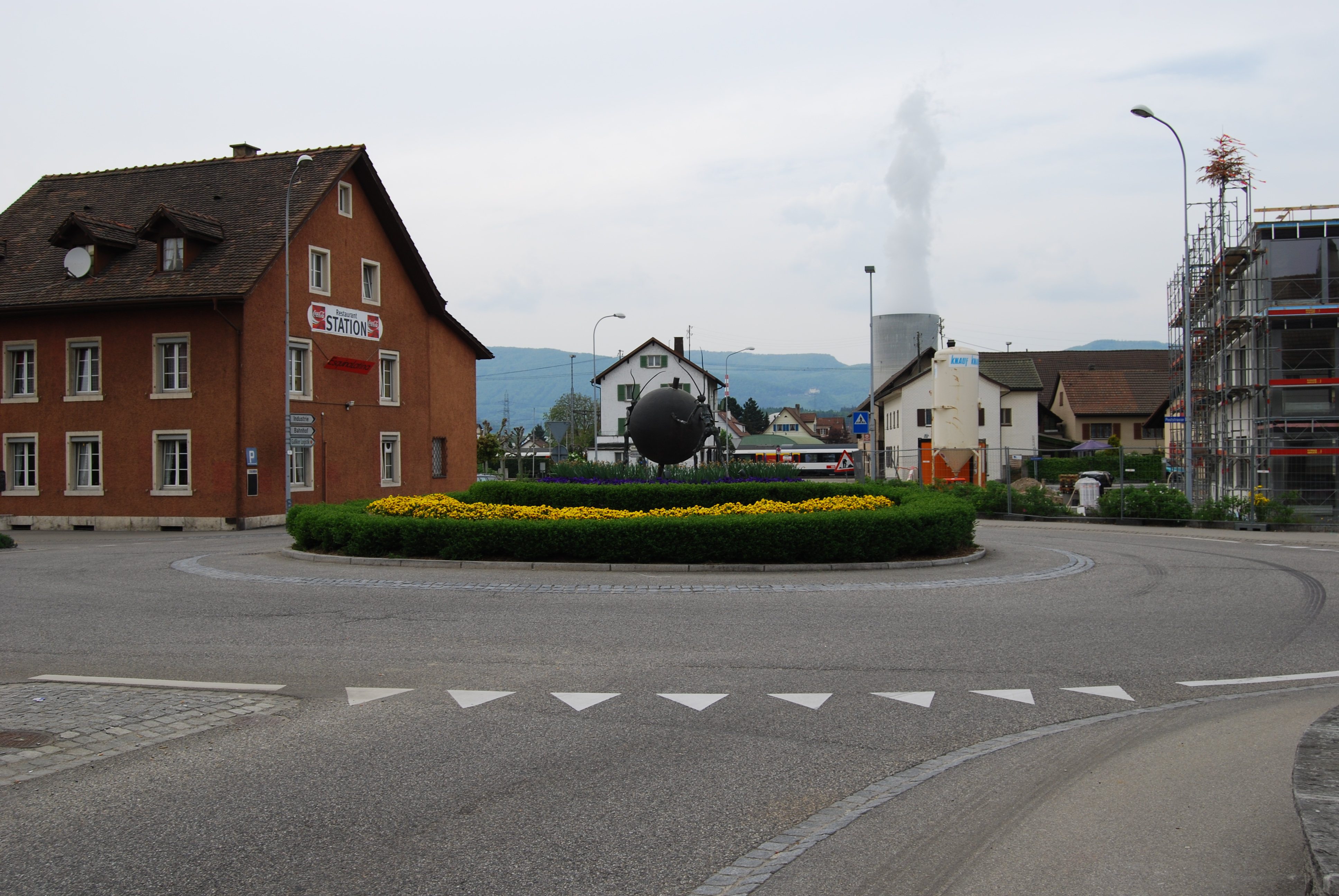
Däniken

## Transportes
Ferrocarril
Cuenta con una estación ferroviaria en la que efectúan parada trenes pertenecientes a la red S-Bahn Argovia.